# Sonic the Hedgehog: The Movie
Sonic the Hedgehog: The Movie (рус. Ёж Соник: Фильм; сокращённо Sonic The Movie, также известный как Sonic Anime и Sonic OVA) — двухсерийный OVA-сериал, созданный по мотивам видеоигр Sonic the Hedgehog от Sega. Героями аниме являются Соник, Тейлз, Наклз, доктор Роботник (доктор Эггман в японской версии) и несколько второстепенных персонажей, не появлявшихся в играх. Это также первый мультфильм про Соника, в котором появился Метал Соник.
Sonic The Movie впервые был выпущен 31 мая 1996 года в Японии, под названием Sonic the Hedgehog (яп. ソニック・ザ・ヘッジホッグ Соникку дза Хэдзихоггу), и представлял собой две 30-минутных серии («Journey to Eggmanland» и «Sonic vs. Metal Sonic»), вышедших на двух VHS. 8 сентября 1999 года в Северной Америке обе серии были выпущены как один полнометражный фильм под названием Sonic the Hedgehog: The Movie. Дубляж на английский язык был сделан студией ADV Films. В Канаде фильм распространялся компанией Alliance Films.
В 2021 году аниме было дублировано на русский язык под руководством Дмитрия Сыендука. В дубляже приняли участие актёры, ранее работавшие над Соник Икс — Михаил Тихонов, Дмитрий Филимонов и другие.

## Сюжет
Фильм состоит из двух серий: «Дорога в Эггманлэнд» (エッグマンランドへむかえ Эггуманрандо-э мукаэ) и «Соник против Метал Соника» (ソニック VS メタル・ソニック Соникку тай Мэтару Соникку). Действие Sonic the Hedgehog: The Movie происходит на Планете Фридом (англ. Planet Freedom), которая в свою очередь разделена на Небесные Земли (Land of the Sky), представляющие собой группу парящих в воздухе островов, и Тёмные Земли (Land of Darkness), расположенные непосредственно на поверхности планеты.
Ёж Соник отдыхает на пляже возле своего дома. Его друг, лисёнок Майлз «Тейлз» Прауэр, тестируя свою новую реактивную доску для сёрфинга, сталкивается с небольшим летающим кораблём, управляемым Стариком Совой (яп. おじさん Одзи-сан). Старик передаёт Сонику и Тейлзу сообщение от президента Южного Острова, который просит их зайти к нему. Прибыв в резиденцию президента, Соник и Тейлз обнаруживают доктора Эггмана (доктора Роботника в английском дубляже), захватившего в заложники президента и его дочь Сару (セーラ Сэ:ра, англ. Sara).
Эггман говорит Сонику, что его город Эггманлэнд (Роботрополис в английском дубляже), расположенный в Тёмных Землях, был захвачен гигантским роботом — Тёмным Эггманом/Метал Роботником. Он саботировал генератор, находящийся в центре города, который из-за неисправности к восходу солнца взорвётся, разрушив Планету Фридом. Роботник хочет, чтобы Соник остановил робота.
С помощью биплана Соник и Тейлз отправляются в Тёмные Земли и попадают в руины какого-то города. Там им приходится вступить в длинный и изнурительный бой с Тёмным Эггманом. К концу к ним присоединяется ехидна Наклз, и все трое, объединившись, уничтожают робота. После этого друзья идут в центр Эггманлэнда и отключают генератор. Сразу после этого Соник внезапно оказывается заключённым внутри странного куба, копирующего его ДНК, затем вся область вокруг него рушится.
Снова появляется Тёмный Эггман, но тут же падает на землю и разваливается на части. Друзья видят, что всё это время внутри робота находились Доктор Эггман и Сара. Наклз ошибочно обвиняет Сару в пособничестве с Эггманом, но та плачет, говоря, что всё это было планом доктора. Тот не отрицает и показывает Сонику его металлическую версию — Метал Соника. Соник и Метал Соник вступают в бой; в конце концов Метал Сонику удаётся победить. Тем временем Тейлз и Наклз возвращаются в Небесные Земли. Они узнают, что цель Метал Соника — Айсберг, держащий Небесные Земли на поверхности и не дающий им улететь в космос. Пробурив льды и добравшись до лавы, робот планирует растопить мост. В то же время Соник, очнувшись после боя и поняв, что Метал Соник знает всё, что он делает, отправляется в дом президента и узнаёт о планах робота.
Соник, Тейлз и Наклз отправляются ко льдам. Там же находится и Доктор Эггман, мечтающий после уничтожения мира править вместе с Сарой, которую он до сих пор держит в плену. Соник и Метал Соник снова начинают долгую борьбу друг с другом, в то время как Тейлз и Наклз занимаются спасением Сары. Президент вместе со Стариком на своём летающем корабле прибывает на поле боя, однако корабль врезается в ледяной мост и загорается. Из-за заклинившей двери президент и Старик оказываются в ловушке.
Поскольку Метал Соник был запрограммирован с личностью Соника, он спасает Президента и Старика от взрыва, однако сам падает в расщелину с магмой. Соник пытается спасти своего металлического близнеца, но Метал Соник отталкивает протянутую ему руку и со словами «есть только один Соник» погружается в магму. После, Эггман говорит, что так как у него ещё есть диск с данными ДНК Соника, он планирует построить новую, более мощную версию Метал Соника. В это время одна из ранее запущенных доктором ракет, прилетает и уничтожает диск. Фильм заканчивается комичной погоней всех персонажей за Соником.

## Список серий
| Русское название          | Японское название          | Дата выхода в Японии |
| ------------------------- | -------------------------- | -------------------- |
| Дорога в Эггманленд       | エッグマンランドへむかえ   | 26 января 1996 год   |
| Соник против Метал Соника | ソニックVSメタルソニック!! | 22 марта 1996 год    |

## Озвучивание
| Персонаж             | Сэйю             | Английский дубляж | Русский дубляж    |
| -------------------- | ---------------- | ----------------- | ----------------- |
| Ёж Соник             | Масами Кикути    | Мартин Бёрк       | Михаил Тихонов    |
| Майлз «Тейлз» Прауэр | Хэкиру Сиина     | Лэйни Фрейзер     | Ольга Шорохова    |
| Ехидна Наклз         | Ясунори Мацумото | Билл Уайс         | Дмитрий Филимонов |
| Доктор Эггман        | Дзюмпэй Такигути | Эдвин Нил         | Борис Токарев     |
| Сара                 | Мика Канаи       | Саша Биси         | Татьяна Абрамова  |
| Президент            | Юдзуру Фудзимото | Эдвин Нил         | Диомид Виноградов |
| Дедуля               | Тяфурин          | Чарльз Кэмпбелл   | Алексей Войтюк    |
| Метал Соник          | Масами Кикути    | Гэри Дехан        | Михаил Тихонов    |

## Производство и выпуск
Аниме было создано Studio Pierrot, Sega Enterprises и General Entertainment под руководством Sonic Team, Юдзи Нака и Наото Осима. Режиссёром и раскадровщиком выступил Кадзутака Икегами, Маёри Секидзима отвечала за структуру сюжета, Масаси Кубота написал сценарий, Цунео Ниномия был дизайнером персонажей и Мицухиро Тада написал музыку. Распространением в Японии занялась Taki Corporation, с 26 января по 22 марта 1996 года оно происходило посредством видеопроката, а с 31 мая аниме появилось в розничной продаже.
На Project A-Kon 9, прошедшем в мае 1998 года, ADV Films объявила, что получила лицензию на OVA и ещё 5 картин. OVA была дублирована на английский язык, оба эпизода были выпущены как единый фильм для домашнего просмотра на VHS и DVD 7 сентября 1999 года, незадолго до североамериканского релиза Sonic Adventure на Dreamcast.
В США в чартах продаж видео от журнала Billboard аниме заняло 7-е место и 6-е среди детских видео.

### Музыка
Музыка к аниме была написана Мицухиро Тадой. Завершающей темой стала песня «Look-a-like» в исполнении Рию Конаки (она же является автором слов). Официальный саундтрек к Sonic the Movie никогда не был выпущен, но сокращённая версия «Look-a-like» вошла в музыкальный альбом True Colors: The Best of Sonic the Hedgehog Part 2 (2009).

## Отзывы
В выпуске журнала DieHard Magazine от марта 1996 года написан положительный отзыв на Sonic OVA: «В целом, рисовка выглядит невероятно, а учитывая что это O.V.A, художникам выдали довольно большой бюджет. Анимация намного чище, чем вы могли бы ожидать от телешоу, а эффект присутствия персонажей на экране действительно делает аниме настолько крутым. Это как играть в игру, но в форме аниме. После отмены американского мультфильма о Сонике, это аниме действительно хороший выбор».